# Mucha Lucha
Mucha Lucha este un serial de animație de televiziune american ce a avut premiera pe The WB ca parte a blocului Kids' WB pe 17 august 2002. A fost creat de Eddie Mort și Lili Chin și produs de Warner Bros. Animation. Este primul serial de animație de televiziune făcut cu Adobe Flash, un progran folosit des pentru producerea desenelor.
Pe 4 ianuarie 2005, a fost lansat un film direct-pe-video derivat din acest serial intitulat Mucha Lucha: The Return of El Maléfico.
Premiera în România a fost pe 12 ianuarie 2004 pe canalul Cartoon Network.

## Despre serial
Serialul este plasat într-un oraș fictiv din Statele Unite, Canada, si Mexic, învârtit în jurul luptelor lucha libre (aproape totată lumea de acolo are o mască, un costum și o mișcare semnificativă), și este vorba despre aventurile a trei prieteni, Rikochet, Puricele și Buena, în timp ce ei se zbat prin Școala internațională cea mai renumită din lume de Lucha unde aceștia învață.

## Personaje
- Rikochet - un tânăr luptător și protagonistul serialului. Se consideră cel mai curajos din grupă, dar de cele mai multe ori sare înainte să gândească. Își dorește să devină cel mai puternic luchador din toate timpurile.
- Puricele (en. The Flea) - prietenul lui Rikochet ce este întotdeauna murdar. După ce că are niște obiceiuri dezgustătoare, el este și foarte nervos uneori, dar demonstrează de cele mai multe ori că este folositor.
- Buena (en. Buena Girl) - o fetiță deșteaptă ce joacă tot timpul după reguli. De asemenea poate fi foartă arogantă și respingătoare câte o dată.
- El Rey - o figurină de acțiune ce reprezintă conștiința lui Rikochet. Este cărat în rucsac, dar el poate vorbi și să se miște, ca și cum ar fi viu.
- Mazăre (en. Snow Pea) - Micuțul luptător Mazăre este cel mai puțin violent luptător din școală. Nu poate să pronunțe decât numele său și de asemenea "Rutavega", porecla sa online. Costumul lui reprezintă o mazăre cu un fermoar ce îl folosește ca să se ascundă. El este victima întâmplărilor rele din cauza caracterului său delicat.
- Señor Hasbeena - El este antrenorul școlii de wrestling. Odată a avut șansa să devină cel mai mare luptător din toate timpurile dar a ratat-o din cauza unui eveniment paranormal neexplicabil. Mai târziu este dezvăluit că el a fost cel ce a călătorit în timp pentru a împiedica pierderea sa ce i-a stricat lupta în primul loc.
- Directoarea - Ea este directoarea strictă a Școlii internaționale cea mai renumite din lume de Lucha. Are o atitudine mofturoasă cu tendință la violență. Deobicei țipă într-una, chiar dacă nu e nevoie.

## Episoade
| Nr                  | Titlu român                                       | Titlu englez                                                |
| ------------------- | ------------------------------------------------- | ----------------------------------------------------------- |
|                     |                                                   |                                                             |
| PRIMUL SEZON        |                                                   |                                                             |
|                     |                                                   |                                                             |
| 01                  | Înapoi la școală                                  | Back To School                                              |
| 01                  | Obținând greutate                                 | Weight Gaining                                              |
|                     |                                                   |                                                             |
| 02                  | Rucsacul fantastic                                | Fantastic Backpack                                          |
| 02                  | Gol și mascat                                     | Naked And Masked                                            |
|                     |                                                   |                                                             |
| 03                  | Cum și-a luat Rikocher înapoi mișcarea            | How Rikochet Got His Move Back                              |
| 03                  | Inimă de luchador                                 | Heart Of Lucha                                              |
|                     |                                                   |                                                             |
| 04                  | Ce s-ar fi putut întâmpla                         | Woulda Coulda Hasbeena                                      |
| 04                  | Nervii lui Cindy Slam                             | The Anger Of Cindy Slam                                     |
|                     |                                                   |                                                             |
| 05                  | Blestemul toaletei mascate                        | Curse Of The Masked Toilet                                  |
| 05                  | Mumia cu mască aurie                              | The Mummy With The Golden Mask                              |
|                     |                                                   |                                                             |
| 06                  | Vrăjitorul de pinball                             | Pinball Wizard                                              |
| 06                  | O fată nu chiar atât de Buena                     | Not So Buena Girl                                           |
|                     |                                                   |                                                             |
| 07                  | Ia-ți tatăl la ziua luchadorilor                  | Bring Your Dad To Lucha Day                                 |
| 07                  | Fondatorul nostru                                 | Our Founder                                                 |
|                     |                                                   |                                                             |
| 08                  | Dintele îndrăznelii                               | Tooth Of Dare                                               |
| 08                  | Masca de mitzvah                                  | Mask Mitzvah                                                |
|                     |                                                   |                                                             |
| 09                  | Peștele luptător al Puricelui                     | The Flea’s Fighting Fish                                    |
| 09                  | La Flamencita                                     | La Flamencita                                               |
|                     |                                                   |                                                             |
| 10                  | Poate adevăratul El Rey să se ridice în picioare? | Will The Real El Rey Please Stand Up?                       |
| 10                  | Omul muzicii                                      | The Musica Man                                              |
|                     |                                                   |                                                             |
| 11                  | Timmy a o sută de măști                           | Timmy Of A Thousand Masks                                   |
| 11                  | Toate creaturile mascate și mici                  | All Creatures Masked & Small                                |
|                     |                                                   |                                                             |
| 12                  | Onorează luceadorul                               | Honor Thy Lucha                                             |
| 12                  | Chinche                                           | Chinche                                                     |
|                     |                                                   |                                                             |
| 13                  | Ia masca                                          | Mask Away                                                   |
|                     |                                                   |                                                             |
| SEZONUL 2           |                                                   |                                                             |
|                     |                                                   |                                                             |
| 14                  | Stelele singuratice                               | Lone Stars                                                  |
| 14                  | Cel mai mic luchador                              | The Littlest Luchadora                                      |
|                     |                                                   |                                                             |
| 15                  | Omul din mască                                    | The Man From M.A.S.K.                                       |
| 15                  | Gemenul Buneo al Puricelui                        | The Flea’s Bueno Twin                                       |
|                     |                                                   |                                                             |
| 16                  | Coșmarul de pe strada Luchadorilor                | Nightmare On Lucha Street                                   |
| 16                  | Răzbunarea toaletei mascate                       | Revenge Of The Masked Toilet                                |
|                     |                                                   |                                                             |
| 17                  | Chemând toți monștrii                             | Calling All Monsters                                        |
| 17                  | Porcul                                            | Pig Out                                                     |
|                     |                                                   |                                                             |
| 18                  | Emoții și abilități                               | Thrills And Skills                                          |
| 18                  | Animalul petrecăreț                               | Party Animal                                                |
|                     |                                                   |                                                             |
| 19                  | Dansând cu gândaci                                | Dancing With Bugs                                           |
| 19                  | Lanțul nătângilor                                 | Chain Of Fools                                              |
|                     |                                                   |                                                             |
| 20                  | Arăți a ridiche                                   | You Look Radishing                                          |
| 20                  | Luchador, clătește și repetă                      | Lucha, Rinse & Repeat                                       |
|                     |                                                   |                                                             |
| 21                  | Războiul gogoșilor                                | War Of The Donuts                                           |
| 21                  | Arată-mi amuzamentul                              | Show Me The Funny                                           |
|                     |                                                   |                                                             |
| 22                  | Francez sucit                                     | French Twisted                                              |
| 22                  | Los Lobos De Lucha                                | Los Lobos De Lucha                                          |
|                     |                                                   |                                                             |
| 23                  | Vânzări mari Buena                                | Big Buena Sellout                                           |
| 23                  | Așezat în ruine                                   | Laying In Ruins                                             |
|                     |                                                   |                                                             |
| 24                  | Mai înainte                                       | Getting Ahead                                               |
| 24                  | Fabuloșii                                         | Los Fabulosos                                               |
|                     |                                                   |                                                             |
| 25                  | Cunoaște-i pe Muertos                             | Meet The Muertos                                            |
| 25                  | Făcător de măști                                  | Mask Maker                                                  |
|                     |                                                   |                                                             |
| 26                  | Puricele acoperit                                 | Undercover Flea                                             |
| 26                  | Copilul Wombat                                    | Kid Wombat                                                  |
|                     |                                                   |                                                             |
| 27                  | Împovărare de Churro                              | Churro Overload                                             |
| 27                  | Micul Mercado al osândei                          | Mini Mercado Of Doom                                        |
|                     |                                                   |                                                             |
| 28                  | Vrăjitoarea                                       | La Bruja                                                    |
| 28                  | Copilul nebun                                     | El Niño Loco                                                |
|                     |                                                   |                                                             |
| 29                  | Colecționarul                                     | The Collector                                               |
|                     |                                                   |                                                             |
| 30                  | Bruta din pălărie                                 | The Brat In The Hat                                         |
| 30                  | Zile de alegeri                                   | Election Daze                                               |
|                     |                                                   |                                                             |
| 31                  | Luchadorul noapții târzii                         | Late Night Lucha                                            |
| 31                  | Puricele din urmă                                 | Flea At Last                                                |
|                     |                                                   |                                                             |
| 32                  | Demonii personali ai Puricelui                    | Flea’s Personal Demons                                      |
| 32                  | Luchadori virtuali                                | Virtual Luchadores                                          |
|                     |                                                   |                                                             |
| 33                  | Ziua Piñatei                                      | Day Of The Piñata                                           |
| 33                  | Câinele luchador                                  | Poocha Lucha                                                |
|                     |                                                   |                                                             |
| 34                  | Fugi, luchadorule, fugi                           | Run, Lucha, Run                                             |
| 34                  | O poveste epică a gogoșilor și eroilor            | An Epic Tale Of Donuts And Heroes                           |
|                     |                                                   |                                                             |
| 35                  | Atacul roboților luchadori                        | Attack Of The Luchabots                                     |
|                     |                                                   |                                                             |
| 36                  | Oasele mele păroase                               | My Hairy Knuckles                                           |
| 36                  | Creierul cunoaște mușchii                         | Brains Meets Brawn                                          |
|                     |                                                   |                                                             |
| 37                  | Asfaltul osândei                                  | Asphalt Of Doom                                             |
| 37                  | Cald cald cald!                                   | Hot Hot Hot                                                 |
|                     |                                                   |                                                             |
| 38                  | Am fost un Chupacabra preadolescent               | I Was A Pre-Teen Chupacabra                                 |
| 38                  | Carnavalul teroarei mascate                       | Carnival Of Masked Terror                                   |
|                     |                                                   |                                                             |
| 39                  | Luându-și capra                                   | Getting His Goat                                            |
| 39                  | 10 runde de necaz                                 | 10 Rounds Of Trouble                                        |
|                     |                                                   |                                                             |
| SEZONUL 3 - GIGANTE |                                                   |                                                             |
|                     |                                                   |                                                             |
| 40                  |                                                   | Buena Basura                                                |
| 40                  | Shamrock And Roll                                 |                                                             |
|                     |                                                   |                                                             |
| 41                  |                                                   | Spider And The Flea                                         |
| 41                  | The Incredible Penny Plutonium                    |                                                             |
|                     |                                                   |                                                             |
| 42                  |                                                   | Dare To Lucha                                               |
| 42                  | Monkey Business                                   |                                                             |
|                     |                                                   |                                                             |
| 43                  |                                                   | Dawn Of The Donuts                                          |
| 43                  | Yo Ho Ho And A Bottle Of Horchata                 |                                                             |
|                     |                                                   |                                                             |
| 44                  |                                                   | Big Worm                                                    |
| 44                  | Medico Mayhem                                     |                                                             |
|                     |                                                   |                                                             |
| 45                  |                                                   | Banditos De Los Muertos                                     |
| 45                  | Field Of Screams                                  |                                                             |
|                     |                                                   |                                                             |
| 46                  |                                                   | Slamazon And On…                                            |
| 46                  | Buena On Wheels                                   |                                                             |
|                     |                                                   |                                                             |
| 47                  |                                                   | A Whole Lot Of El Rey                                       |
| 47                  | Doomien                                           |                                                             |
|                     |                                                   |                                                             |
| 48                  |                                                   | The Match Before Christmas (a.k.a. A Mucha Mucha Christmas) |
|                     |                                                   |                                                             |
| 49                  |                                                   | Call Of The Mild                                            |
|                     |                                                   |                                                             |
| 50                  |                                                   | Niko Sushi’s Happy Battle Funtime Dome 3000                 |
| 50                  | Smarticus                                         |                                                             |
|                     |                                                   |                                                             |
| 51                  |                                                   | Mars Madness                                                |
| 51                  | Fears Of A Clown                                  |                                                             |
|                     |                                                   |                                                             |
| 52                  |                                                   | The Magnificent Three                                       |
|                     |                                                   |                                                             |
| FILM                |                                                   |                                                             |
|                     |                                                   |                                                             |
| F1                  |                                                   | The Return Of El Malefico                                   |
|                     |                                                   |                                                             |

## Legături externe
- ¡Mucha Lucha!  la Big Cartoon DataBase
- Mucha Lucha la TV.com
- Mucha Lucha la Internet Movie Database